# Park Narodowy Tsingy de Namoroka
Park Narodowy Tsingy de Namoroka – park narodowy położony w zachodniej części Madagaskaru, w regionie Boeny. Zajmuje powierzchnię 22 227 ha.
Obszar ten był chroniony już od 1927 roku. W 1966 roku utworzono tu rezerwat specjalny, a status parku narodowego zyskał dopiero w 2002 roku. Położony jest około 200 km na południowy zachód od Mahajanga i 50 km na południe od Soalala. 
Obejmuje skalne ściany, jaskinie, kaniony i naturalne baseny. Ta rzeźba terenu powstała w wyniku działania czynników zewnętrznych na płaskowyż zbudowanego z krystalicznego wapienia. Ma tu schronienie wiele gatunków flory i fauny, z których wiele jest endemitami. Park należy do tego samego kompleksu obszarów chronionych co Park Narodowy Baie de Baly.
Typ klimatu w połączeniu z rzeźbą terenu stworzył dwa typy ekosystemów istniejących w terenie parku. Są to gęste suche lasy liściaste z formacjami skalnymi zwanymi tsingy oraz sawanna z baobabami.

## Flora

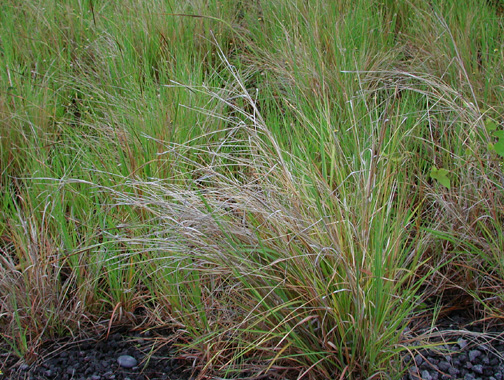
Heteropogon contortus

W części parku, którą pokrywa sawanna, występują głównie gatunki trawy Heteropogon contortus oraz Hyparrhenia rufa.
106 gatunków roślin występujących na terenie parku jest endemicznych dla Madagaskaru.
Ponadto można tu spotkać takie gatunki roślin jak Hyphaene shatan, Poupartia willcaffra, Stereospermum variabilis, czy gatunki z rodzaju Aristida.

## Fauna
W parku zaobserwowano 81 gatunków ptaków z czego 31 jest endemicznych dla Madagaskaru. 3 gatunki, jastrząb brunatny (Accipiter henstii), brodawnik żółtobrzuchy (Philepitta schlegeli) oraz ibis białoskrzydły (Lophotibis cristata), są zagrożone i są wpisane na listę IUCN.
Większość gatunków przechodzi w stan hibernacji czasie pory suchej. W parku występuje 8 gatunków lemurów (między innymi takie gatunki jak sifaka biała, Propithecus deckenii, Lepilemur edwardsi, lemurek myszaty, Eulemur rufifrons, palczak madagaskarski, czy Eulemur fulvus), 5 gatunków płazów (w tym Tomoptema Labros, Ptychadena mascareniensis, czy Mantidactylus biporus) oraz 30 gatunków gadów (między innymi żółw wielkogłowy).
W parku można bardzo często spotkać występujące endemiczne gryzonie z rodzaju Eliurus. Można tu także zaobserwować koralczyka niebieskawego (Alectroenas madagascariensis) z rodziny gołębiowatych, czy cyraneczkę madagaskarską (Anas berniei).

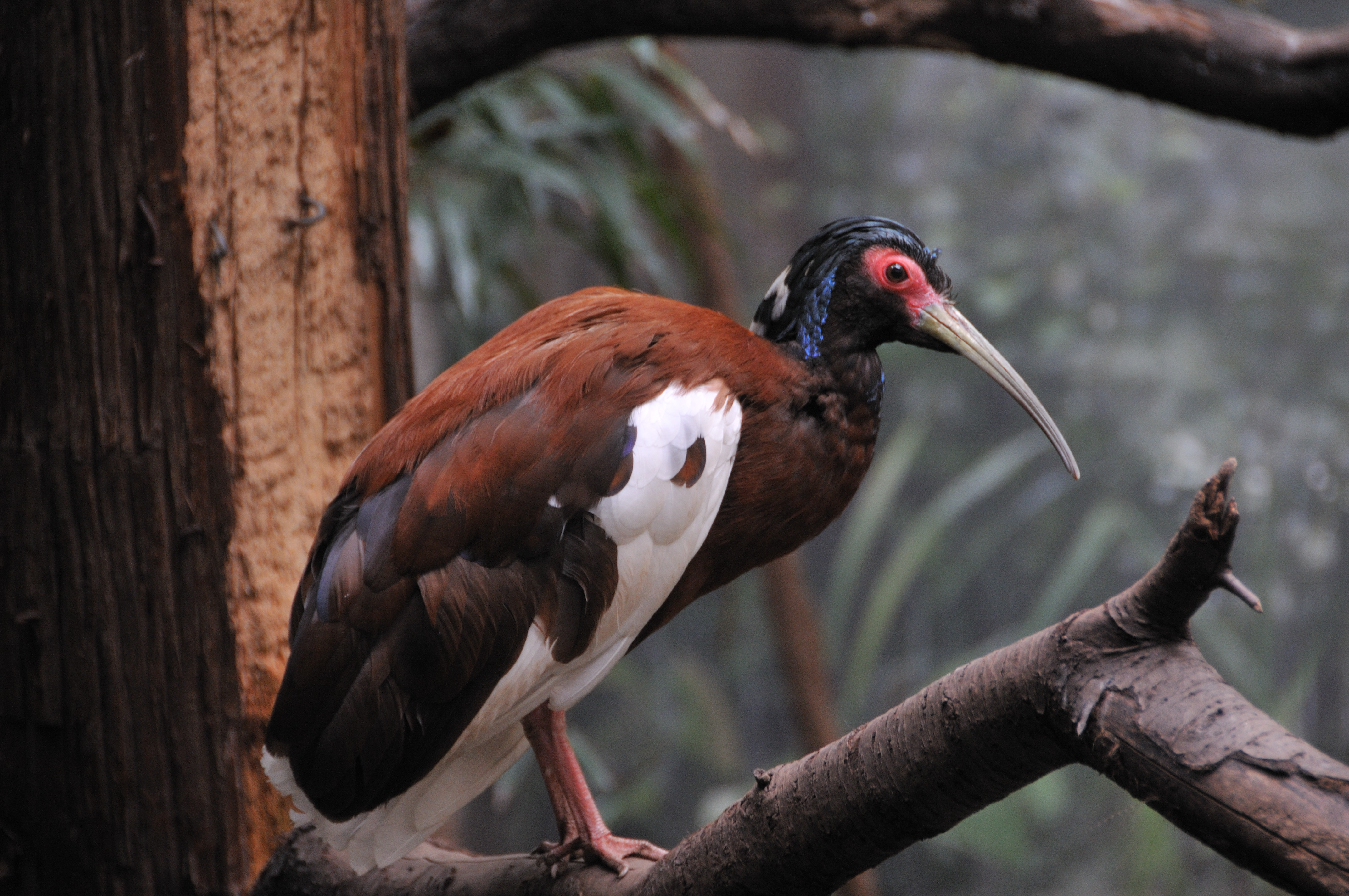
Ibis białoskrzydły
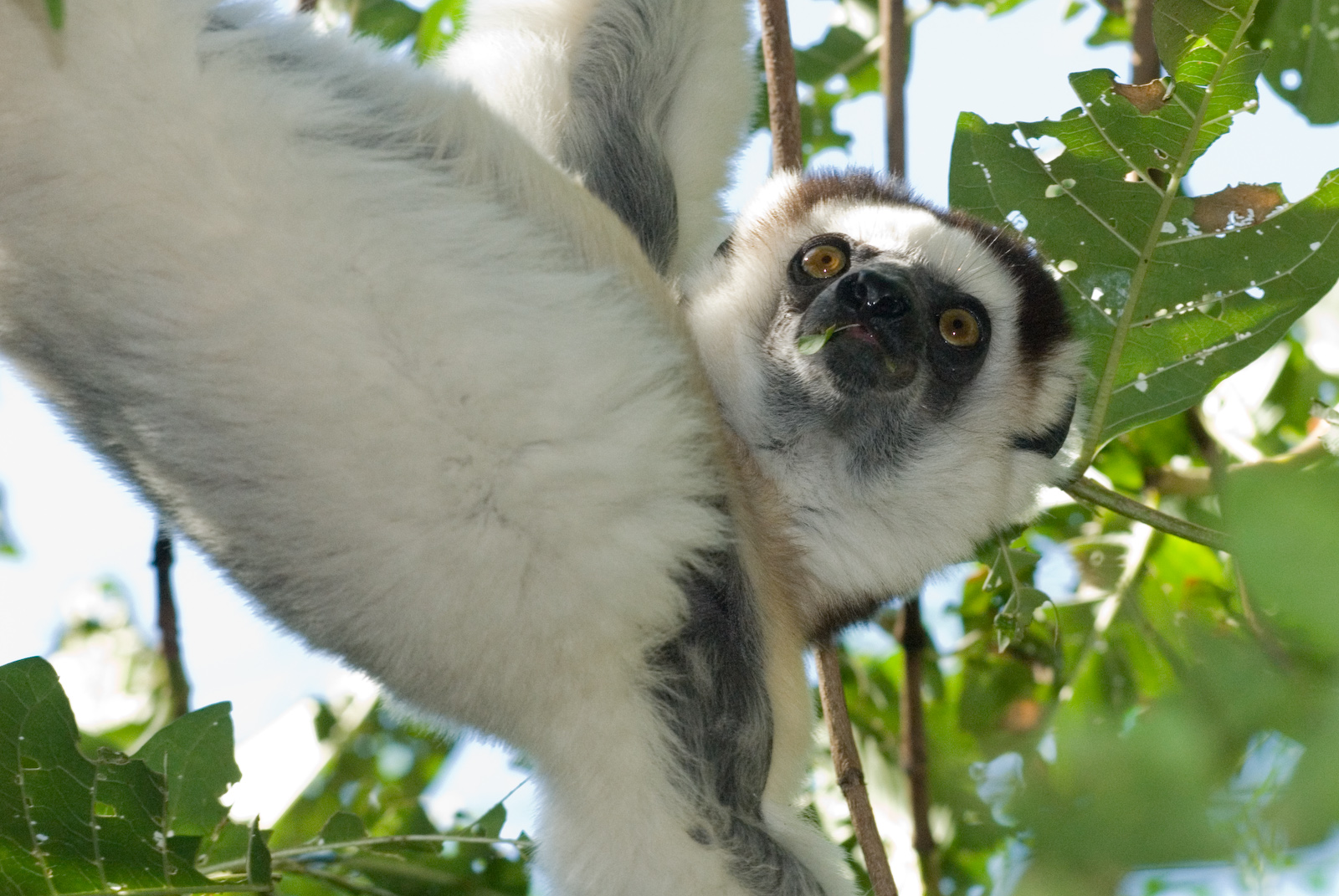
sifaka biała
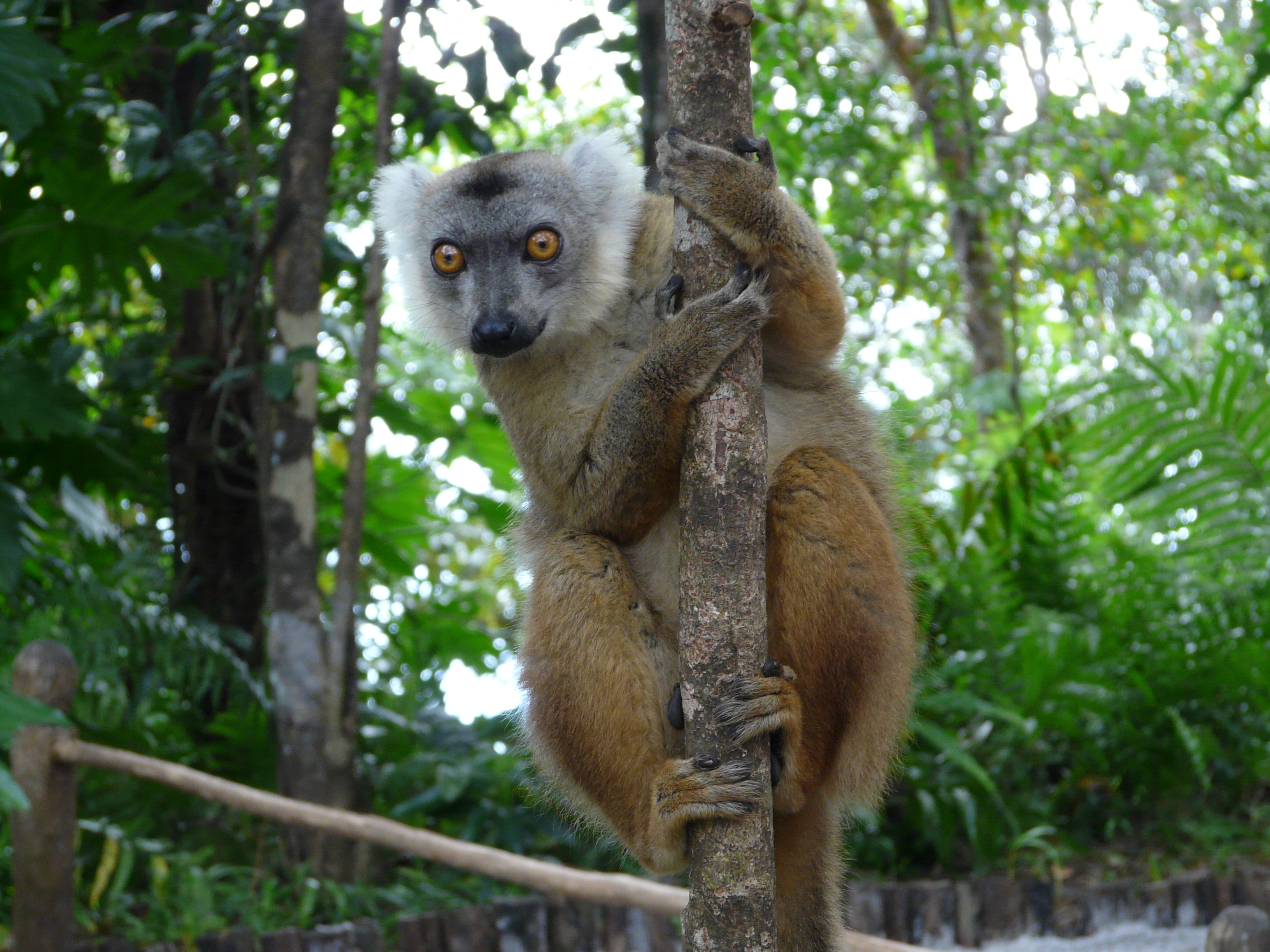
Eulemur fulvus
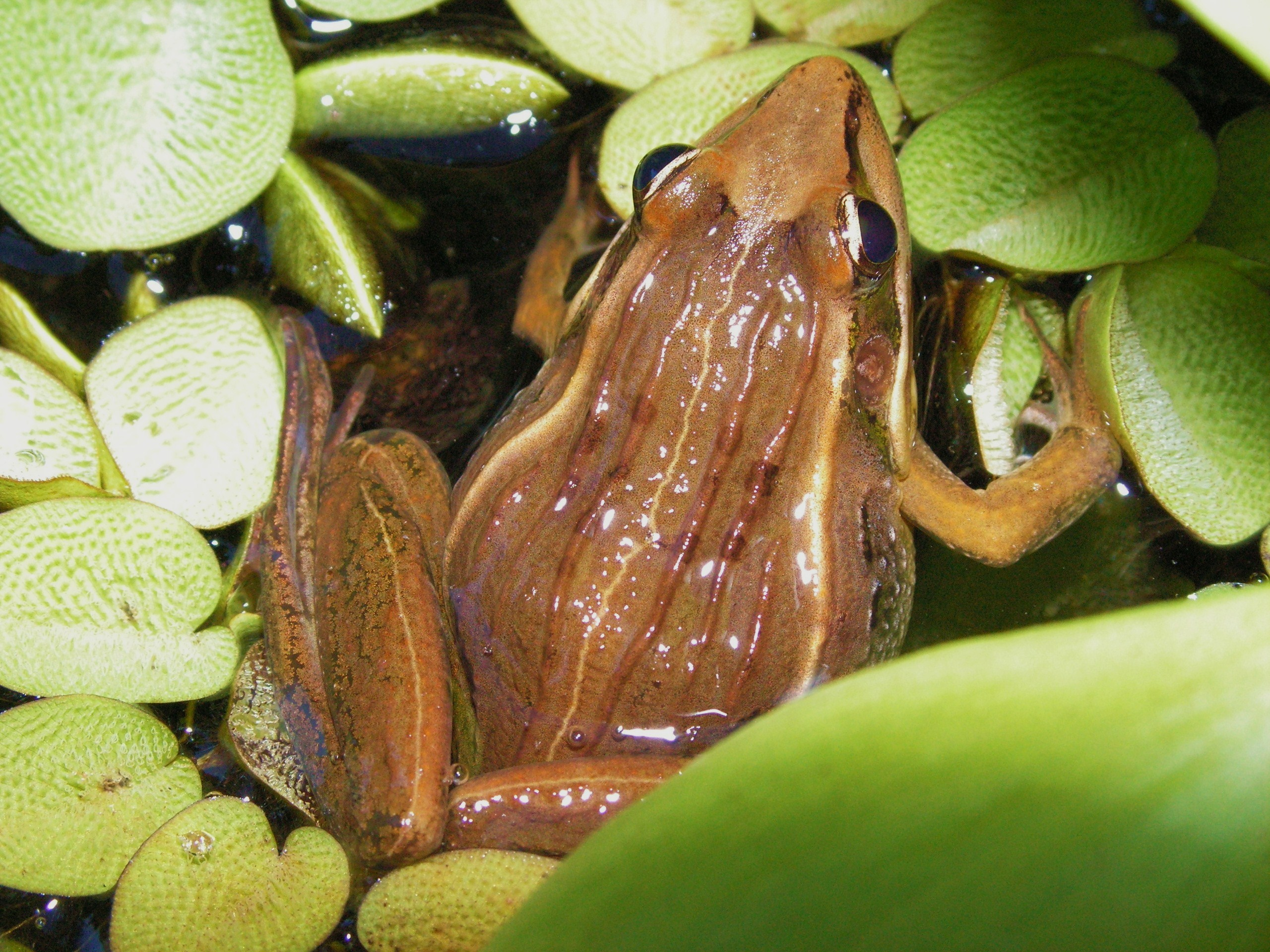
Ptychadena mascareniensis

## Klimat
Pora sucha trwa od maja do października, natomiast pora deszczowa trwa od listopada do marca. Opady roczne wynoszą około 115 cm, podczas gdy średnia temperatura wynosi około 25°C.

## Turystyka
Park jest niedostępny w miesiącach od listopada do marca z powodu gorącej pory deszczowej. Obecnie nie ma infrastruktury turystycznej na terenie parku. Odwiedzić park można tylko rejestrując się najpierw w biurze ANGAP w Soalala.